# Pardal-montês

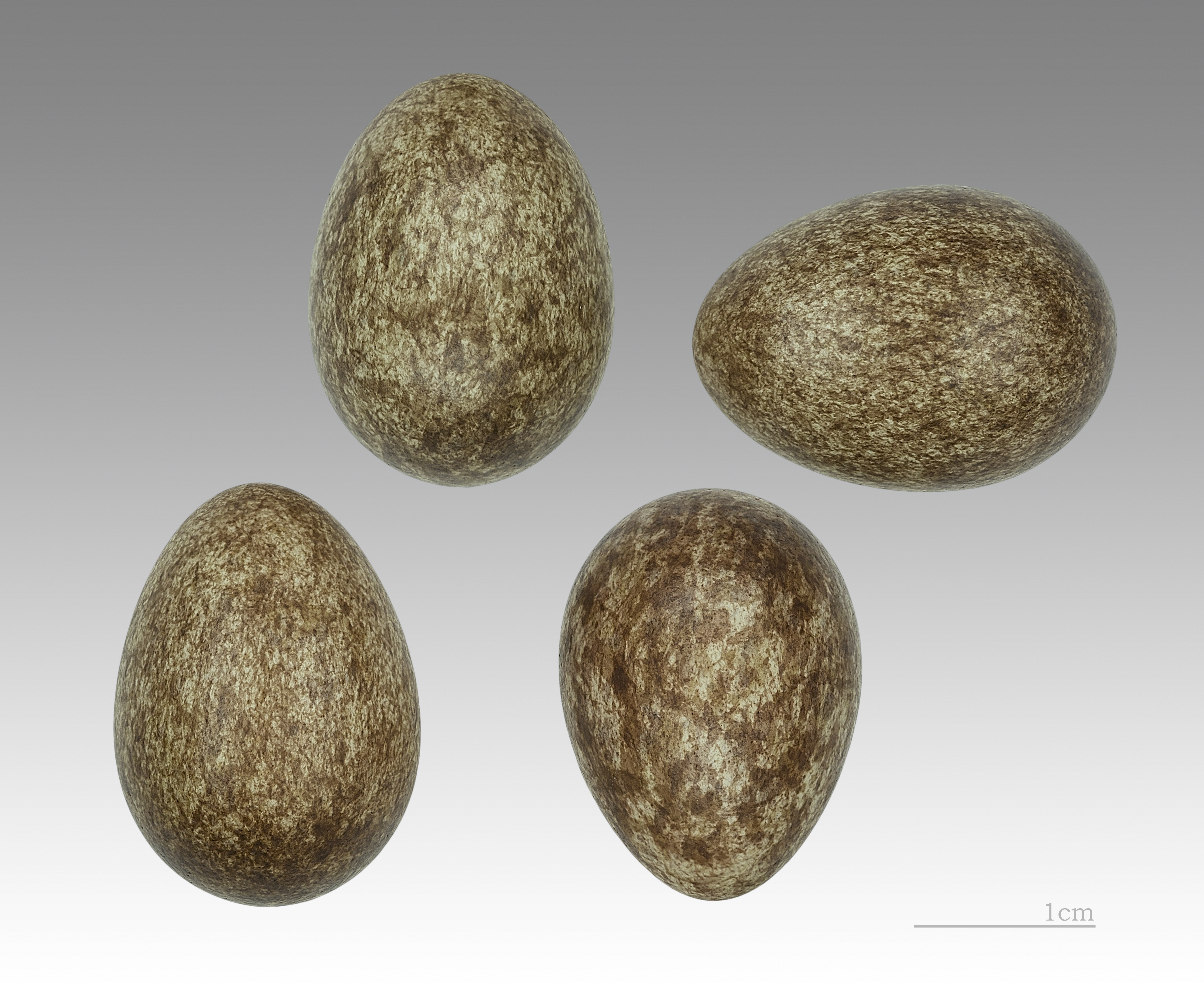
Passer montanus - MHNT

O pardal-montês (Passer montanus) é uma ave da família Passeridae. Assemelha-se ao pardal-doméstico, sendo contudo um pouco menor. Distingue-o o barrete castanho e a mancha auricular preta.
Esta espécie distribui-se por toda a Europa. Em Portugal é residente, pelo que está presente durante todo o ano. Frequenta principalmente pomares e bosquetes, construindo o seu ninho em buracos de árvore.